# 朱·霍勒迪
朱·蘭德爾·哈勒戴（1990年6月12日—），出生於美國加利福尼亞州查茲沃斯，為現役美国職業篮球运动员。目前效力於NBA波特蘭拓荒者，場上主打雙能衛。
哈勒戴大學時期效力於加州大學洛杉磯分校。他在2009年NBA選秀大會中以第一輪第十七順位被费城七六人選中。其胞兄賈斯汀·哈勒戴和胞弟亞倫·哈勒戴目前分別效力於丹佛金塊和休士頓火箭。

## 職業生涯

### 費城76人（2009–2013)
2009年NBA選秀中，費城76人在第一輪第17順位選中了哈勒戴。
2010年4月3日，對陣多倫多暴龍的比賽中得到賽季最高的25分。
2010年11月5日，對陣克里夫蘭騎士取得29分的職業生涯新高。
2011年2月2日，對陣紐澤西籃網以11分、10個籃板和11次助攻拿下職業生涯第一次大三元。
2012年3月17日，對陣芝加哥公牛取得30分的職業生涯新高。
2012年11月25日，對陣鳳凰城太陽取得33分的職業生涯新高。
2013年1月2日，對陣鳳凰城太陽以16分、10個籃板和10次助攻拿下職業生涯第二次大三元。
2013年1月18日，對陣多倫多暴龍取得33分的職業生涯新高。
2013年1月26日，對陣紐約尼克取得35分的職業生涯新高。兩天前，他被選為2013年NBA全明星賽東區聯盟全明星隊的替補隊員。憑藉他的第一次全明星入選，這位22歲的「假日哥」成為76人隊歷史上最年輕的全明星球員。

### 紐奧良鵜鶘（2013–2020）
2013年7月12日，The Process啟動，將隊上僅存的明星球員哈勒戴交易到紐奧良鵜鶘以換取諾倫斯·諾艾爾和鵜鶘隊的2014年首輪選秀權。他的2013-14賽季在2014年2月的季末結束手術後因右脛骨的骨折而提早結束。由於受傷，他自1月8日以來沒有參加比賽。在34場比賽中，他場均得到14.3分，7.9次助攻和1.6次抄截。
2015年1月5日，對陣華盛頓巫師，哈勒戴達到了5000分。 2月18日，在受傷的右下肢加重後，他休息了三個星期。他在比賽休息41場比賽後於4月10日對戰鳳凰城太陽替補出場，比原先預期的要晚得多。
2016年3月9日，哈勒戴對陣夏洛特黃蜂得到職業生涯最高的38分。 3月29日，在被診斷出右側眶壁內側骨折後，本季報銷。
2016年11月18日，哈勒戴因缺席鵜鶘隊的前12場比賽而缺陣以照顧他的妻子，在他的賽季首次亮相。替補出場23分鐘，他以113-101擊敗波特蘭拓荒者，14投8中得到21分。 2017年1月23日，他以124-122戰勝克里夫蘭騎士，得到33分和10次助攻。
2017年7月6日，哈勒戴與鵜鶘重新簽約。11月9日，他在與多倫多暴龍對戰時以122-118輸掉了比賽，得到賽季最高的34分和11次助攻。12月4日，他以125-115輸給了金州勇士，得到34分。12月10日，他在第四節得到5個三分球，得到了34分中的19分，幫助紐奧良鵜鶘以131-124擊敗費城76人。一天之後，他以130-123輸給了休士頓火箭，得到賽季最高的37分。 2018年2月25日，他在半場結束後得到28分，帶領紐奧良鵜鶘以123-121延長賽戰勝密爾瓦基公鹿。3月6日，他以121-116擊敗洛杉磯快艇，得到19分和17次助攻。 3月27日，他以107-103輸給波特蘭拓荒者，得到21分，11次助攻和11個籃板。在鵜鶘隊首輪季后賽對陣波特蘭拓荒者的第二場比賽中，哈勒戴得到了職業生涯季后賽最高的33分，幫助紐奧良鵜鶘以111-102的比分取得2-0的領先優勢。在第四場比賽中，紐奧良鵜鶘以131-123的比分完成首輪橫掃波特蘭拓荒者的比賽，哈勒戴得到41分。在第二輪比賽中，紐奧良鵜鶘在五場比賽中輸給了金州勇士，哈勒戴在第五場比賽中得到了27分，10個籃板和11次助攻。
2018年11月7日，哈勒戴得到17分，10個籃板和9次助攻，以107-98擊敗芝加哥公牛。他在比賽的第五場比賽中超過了2000次助攻。 11月12日，他得到29分，並以128-110擊敗多倫多暴龍得到14個助攻，得到14個助攻。 12月3日，他以快船隊的129-126輸給賽季最高的32分和14次助攻。 12月9日，他以116-108擊敗底特律活塞得到37分。 1月29日，他以121-116擊敗火箭隊得到19分，8次助攻，6個籃板和職業生涯最高的6個阻攻，成為NBA歷史上第一個在一場比賽得到17分，6個籃板，7次助攻和6次阻攻的後衛。

### 密爾瓦基公鹿（2020–2023）
2020年11月24日，哈勒戴在一場大型四方交易來到了密爾瓦基公鹿。2021年4月4日，後衛哈勒戴與公鹿續約，據報這份合約長達4年，金額1億3500萬美元，若加上獎金就會達到1億6000萬美元。公鹿本季再度以中央組龍頭身份再度殺入季後賽。
在2021年NBA總決賽對上鳳凰城太陽的第5場比賽，哈勒戴全場得到27分，4個籃板，13次助攻，並且在比賽第四節終場前不久，從德文·布克手中抄下關鍵的一球，然後隨即快攻到前場高吊給揚尼斯·安戴托昆波空中接力灌籃。公鹿最終以4比2勝出，贏得隊史第2座NBA總冠軍，也是他們近50年來首冠。

### 波士頓塞爾提克（2023–2025）
2023年9月27日，哈勒戴被交易至波特蘭拓荒者。四天后，哈勒戴又被交易到波士頓塞爾提克。加盟的首個賽季，哈勒戴即協助波士頓塞爾提克取得隊史第18次NBA總冠軍。

### 波特蘭拓荒者（2025-）
2025年6月24日，波特蘭拓荒者敲定了一筆與波士頓賽爾提克的交易案。内容為，将哈勒戴交易至波特蘭拓荒者取安芬利·西蒙斯及2個次輪簽。

## 國家隊生涯
2021年6月，哈勒戴入選美國男籃參加東京奧運會12人大名單，並最終奪得金牌。

## 特殊成就
哈勒戴繼之後，第二位成為兩度同一年內在NBA和奧運會取得冠軍的球員（2021、2024年）。

## 職業生涯數據

### NBA

#### 例行賽
| 賽季     | 球隊     | GP  | GS  | MPG  | FG%  | 3P%  | FT%  | RPG | APG | SPG | BPG | PPG  |
| -------- | -------- | --- | --- | ---- | ---- | ---- | ---- | --- | --- | --- | --- | ---- |
| 2009–10  | PHI      | 73  | 51  | 24.2 | .442 | .390 | .756 | 2.6 | 3.8 | 1.1 | .2  | 8.0  |
| 2010–11  | PHI      | 82  | 82* | 35.4 | .446 | .365 | .823 | 4.0 | 6.5 | 1.5 | .4  | 14.0 |
| 2011–12  | PHI      | 65  | 65  | 33.8 | .432 | .380 | .783 | 3.3 | 4.5 | 1.6 | .3  | 13.5 |
| 2012–13  | PHI      | 78  | 78  | 37.5 | .431 | .368 | .752 | 4.2 | 8.0 | 1.6 | .4  | 17.7 |
| 2013–14  | NOP      | 34  | 34  | 33.6 | .447 | .390 | .810 | 4.2 | 7.9 | 1.6 | .4  | 14.3 |
| 2014–15  | NOP      | 40  | 37  | 32.6 | .446 | .378 | .855 | 3.4 | 6.9 | 1.6 | .6  | 14.8 |
| 2015–16  | NOP      | 65  | 23  | 28.2 | .439 | .336 | .843 | 3.0 | 6.0 | 1.4 | .3  | 16.8 |
| 2016–17  | NOP      | 67  | 61  | 32.7 | .453 | .356 | .708 | 3.9 | 7.3 | 1.5 | .6  | 15.4 |
| 2017–18  | NOP      | 81  | 81  | 36.1 | .494 | .337 | .786 | 4.5 | 6.0 | 1.5 | .8  | 19.0 |
| 2018–19  | NOP      | 67  | 67  | 35.9 | .472 | .325 | .768 | 5.0 | 7.7 | 1.6 | .8  | 21.2 |
| 2019–20  | NOP      | 61  | 61  | 34.7 | .455 | .353 | .709 | 4.8 | 6.7 | 1.6 | .8  | 19.1 |
| 2020–21† | MIL      | 59  | 56  | 32.3 | .503 | .392 | .787 | 4.5 | 6.1 | 1.6 | .6  | 17.7 |
| 2021–22  | MIL      | 67  | 64  | 32.9 | .501 | .411 | .761 | 4.5 | 6.8 | 1.6 | .4  | 18.3 |
| 2022–23  | MIL      | 67  | 65  | 32.6 | .479 | .384 | .859 | 5.1 | 7.4 | 1.2 | .4  | 19.3 |
| 2023–24† | BOS      | 69  | 69  | 32.8 | .480 | .429 | .833 | 5.4 | 4.8 | .9  | .8  | 12.5 |
| 職業生涯 | 職業生涯 | 975 | 894 | 33.1 | .463 | .371 | .784 | 4.2 | 6.4 | 1.4 | .5  | 16.1 |
| 明星賽   | 明星賽   | 2   | 0   | 12.2 | .444 | .200 | —    | 1.0 | 1.5 | 1.0 | .0  | 4.5  |

#### 季後賽
| 賽季     | 球隊     | GP  | GS  | MPG  | FG%  | 3P%  | FT%   | RPG | APG | SPG | BPG | PPG  |
| -------- | -------- | --- | --- | ---- | ---- | ---- | ----- | --- | --- | --- | --- | ---- |
| 2011     | PHI      | 5   | 5   | 37.6 | .414 | .524 | .800  | 3.8 | 5.6 | 2.0 | .4  | 14.2 |
| 2012     | PHI      | 13  | 13  | 38.0 | .413 | .408 | .864  | 4.7 | 5.2 | 1.5 | .6  | 15.8 |
| 2015     | NOP      | 3   | 0   | 18.3 | .368 | .250 | 1.000 | 1.0 | 4.3 | .7  | .3  | 6.3  |
| 2018     | NOP      | 9   | 9   | 38.7 | .518 | .320 | .700  | 5.7 | 6.3 | 1.1 | .6  | 23.7 |
| 2021†    | MIL      | 23* | 23* | 39.7 | .406 | .303 | .714  | 5.7 | 8.7 | 1.7 | .4  | 17.3 |
| 2022     | MIL      | 12  | 12  | 38.6 | .379 | .316 | .839  | 5.6 | 6.5 | 1.8 | .6  | 19.1 |
| 2023     | MIL      | 5   | 5   | 38.1 | .400 | .286 | .692  | 6.6 | 8.0 | 1.0 | .4  | 17.8 |
| 2024†    | BOS      | 19  | 19  | 37.9 | .503 | .402 | .955  | 6.1 | 4.4 | 1.1 | .6  | 13.2 |
| 職業生涯 | 職業生涯 | 89  | 86  | 37.9 | .430 | .344 | .795  | 5.4 | 6.3 | 1.4 | .5  | 16.6 |

### 大學數據統計
| 2008–09  | UCLA     | 35 | 35 | 27.1 | 45.0 | 30.7 | 72.6 | 3.8 | 3.7 | 1.6 | 0.5 | 2.1 | 2.1 | 8.5 |
| 大學生涯 | 大學生涯 | 35 | 35 | 27.1 | 45.0 | 30.7 | 72.6 | 3.8 | 3.7 | 1.6 | 0.5 | 2.1 | 2.1 | 8.5 |

## 外部連結
- 朱·霍勒迪在fiba.basketball（英语）
- 朱·霍勒迪在NBA官網（英语）
- 朱·霍勒迪在Basketball-Reference.com（NBA）（英语）
- 朱·霍勒迪在Basketball-Reference.com（國際）（英语）
- 朱·霍勒迪在Sports-Reference.com（NCAA）（英语）
- 朱·霍勒迪在ESPN（NBA）（英语）
- 朱·霍勒迪在Eurobasket.com（球員）（英语）
- 朱·霍勒迪在Proballers（英语）
- 朱·霍勒迪在RealGM（球員）（英语）
- 朱·霍勒迪在Olympics.com（英语）
- 朱·霍勒迪在Olympedia（英语）
- 朱·霍勒迪在Team USA (archived)（英语）
- Jrue Holiday （页面存档备份，存于）在uclabruins.com